# Fjölnir (roi)
Pour les articles homonymes, voir Fjölnir.
Fjölnir, également connu sous les noms de Fjölner, Fjolner ou encore Fjolne, est un roi suédois légendaire, fondateur de la dynastie des Ynglingar.

## Étymologie
L'étymologie du nom nordique ancien Fjǫlnir n'est pas claire,. Il pourrait provenir du verbe fela (« cacher »), avec Fjǫlnir comme « le dissimulateur [de l'hydromel poétique ] », ou il pourrait être né comme une abréviation de fjǫlviðr (« le très sage »),. Une dérivation de fjǫl (« foule ») a également été proposée, avec Fjǫlnir comme « variété » ou « multiplicateur », bien qu'une telle formation adverbiale n'ait pas de parallèle attesté. Selon Lindow, la deuxième étymologie pourrait être plus appropriée pour un nom d'Odin, mais la signification reste incertaine dans tous les cas.
Fjölnir est également fréquemment mentionné comme nom d'Odin. Dans Grímnismál, Odin le mentionne à Geirröðr comme l'un de ses nombreux noms qui constituent le début de son épiphanie. Dans Reginsmál, un homme qui est clairement Odin utilise Fjölnir pour se référer à lui-même alors qu'il se tient sur une montagne et s'adresse à Sigurd et Regin. Dans Gylfaginning, Fjölnir apparaît parmi les 12 noms donnés pour Alfödr, un autre nom d'Odin.

## Biographie
D'après la Gróttasöngr, Fjölnir est un contemporain d'Auguste.
La Saga des Ynglingar affirme qu'il est le fils de Yngvi (lui-même fils du dieu Freyr et de la géante Gerd).
Son règne est paisible. Il trouve la mort alors qu'il rendait visite à Fróði, roi du Sjælland. Durant la nuit, ivre et fatigué, il trébuche, tombe dans une cuve d'hydromel et s'y noie.
Son fils Sveigðir lui succède.
La Geste des Danois évoque l'histoire d'un roi suédois mort dans des circonstances similaires. Ce roi, nommé Hunding, apprend le décès du roi danois Hadding et décide de célébrer ses obsèques par une fête somptueuse, comprenant notamment une immense cuve de bière, dans laquelle il tombe et se noie. En apprenant la chose, Hadding, qui n'était en fait pas mort, décide de se pendre en public.

## Interprétation moderne
Georges Dumézil considère que la mort de Fjölnir s'inscrit dans un schéma trifonctionnel de la mort des rois indo-européens. La noyade est associée à la troisième fonction, celle de la fertilité et de la prospérité, ce qui renforce l'idée que ce roi soit lié à cette fonction. L'histoire de Fjölnir est interprétée comme une métaphore du danger que peut représenter l'excès de prospérité et d'abondance. Les spécialistes voient dans sa noyade dans une cuve de hydromel une illustration mythologique des risques liés aux excès festifs et aux abus de la richesse,.

## Famille

### Mariage et enfants
Avec peut-être Gerðr Gymersdottir, il eut :
- Sveigðir ;
- Peut-être une fille (ou une descendante) : Vana.

## Galerie

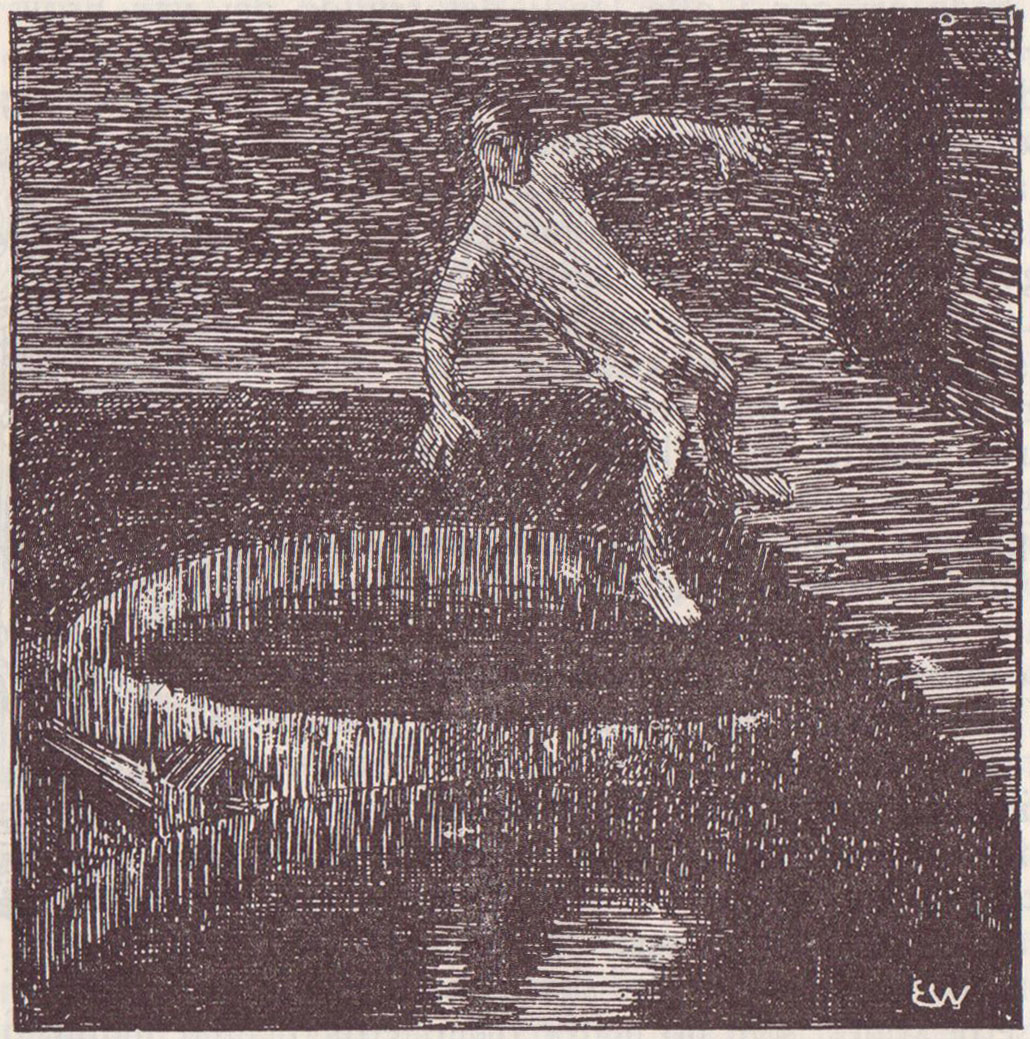
Gravure représentant Fjölnir tombant dans la cuve d'hydromel.
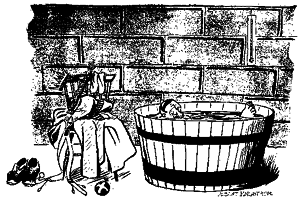
Fjölnir se baigne dans une cuve d'hydromel en s'exclamant : « J'espère que l'historien Odhner dira que c'était un accident ! » (caricature d'Albert Engström).